# Vomper Straße
De Vomper Straße (L222) is een 10,47 kilometer lange Landesstraße (lokale weg) in het district Schwaz in de Oostenrijkse deelstaat Tirol. De weg is een zijweg van de Tiroler Straße (B171) en begint in Weer (558 m.ü.A.). De weg verloopt vervolgens net als de Tiroler Straße in noordoostelijke richting door het Unterinntal, onder andere door Vomp (vanwaar de naam), om bij Schwaz (545 m.ü.A.) op de Inntal Autobahn (A12) aan te sluiten. Het beheer van de Vomper Straße valt onder de Straßenmeisterei Vomp.
In de deelstaatswet van 12 november 1997 is het straatverloop van de Vomper Straße officieel vastgelegd als Schwaz/Ost (B 171 Tiroler Straße) – Vomp – Terfens – Weer (B 171 Tiroler Straße). Op enkele delen van de Vomper Straße bestaat sinds 16 september 2004 een rijverbod voor vrachtwagens met een gewicht boven 7,5 ton.